# Mark Fiore
Mark Fiore (...) è un disegnatore e fumettista statunitense, noto per le sue vignette online di satira politica, che gli hanno fruttato un Premio Pulitzer.
Fiore pubblica vignette e cartoon esclusivamente attraverso il Web, e collabora con il sito del San Francisco Chronicle.
Nel 2005 Fiore ha ricevuto il premio Robert F. Kennedy Journalism Award nella categoria Cartoon, mentre nel 2010 è stato insignito del Premio Pulitzer, il primo dato ad un fumettista che pubblica esclusivamente online.
Ha destato scalpore nei mass media il fatto che App Store avesse rifiutato un'applicazione per iPhone con le satire di Fiore, poiché in contrasto con la sezione 3.3.14 dell'iPhone Developer Program License Agreement, la parte della licenza che regola i  contenuti diffamatori. In seguito alla consegna del Pulitzer però Apple ricontattò Fiore, ammettendo poi un errore di valutazione.